# 埃罗·塔皮奥
埃罗·塔皮奥（芬蘭語：Eero Tapio，1941年3月3日—2022年12月17日），芬兰男子摔跤运动员。他曾代表芬兰参加世界摔跤锦标赛，获得一枚金牌、一枚银牌和二枚铜牌。他也曾参加1964年、1968年和1972年夏季奥林匹克运动会。